# Дюпоны
Дюпоны (англ. du Pont, фр. du Pont de Nemours) ― династия американских промышленников, основанная Пьером Самюэлем Дюпон де Немур. В середине XIX века Дюпоны стали одной из богатейших семей в США, нажив своё состояние на порохе. В конце XIX ― начале XX веков династия расширила своё влияние в американской экономике за счёт отраслей химической и автомобильной промышленности, обзаведясь значительными долями в компаниях DuPont, General Motors и в ряде других корпораций.
Несколько бывших семейных имений Дюпонов ныне открыты для публики в виде музеев, садов или парков, таких как Винтертур, Немур, Элетерские мельницы, Лонгвудские сады, Гибралтар, Маунт Куба и Гудстей. Интерес семьи к садоводству был обусловлен жизненным опытом их предков-иммигрантов из Франции, а в последующих поколениях подпитывался и культивировался заядлыми садоводами, вступавшими в брак с членами семьи. Ещё в 1924 году Чарльз Спраг Сарджент, знаменитый растениевод и директор Гарвардского дендрария Арнольда признал Дюпонов «семьёй, которая сделала район Уилмингтона, Делавэр, одним из главных центров садоводства в Соединённых Штатах».
Первое американское поместье семьи, Элютериан Миллс, расположенное при Музее и библиотеке Хэгли, было сохранено и восстановлено Луизой Э. Дюпон―Крауниншилд. Она также помогла основать Национальный фонд сохранения исторического наследия в 1949 году. Семья также известна своими связями с политическими и деловыми кругами, а также благотворительной деятельностью.
Два члена семьи стали объектами громких уголовных дел. Джон Элютер Дюпон был признан виновным в убийстве тренера по борьбе Дейва Шульца в 1996 году. Эта история нашла отражение в биографическом фильме «Охотник на лис»: Стив Карелл сыграл в нём роль Джона Дюпона, Ванесса Редгрейв ― Жанны Дюпон, супруги Уильяма Дюпона-младшего.
Роберт Ричардс IV был осуждён за изнасилование своей трёхлетней дочери в 2009 году.
По состоянию на 2016 год, состояние семьи оценивалось в 14,3 миллиарда долларов, распределённых между более чем 3 500 живыми родственниками.

## История
Пьер Самуэль Дюпон де Немур был сыном парижского часовщика, выходцем из бургундской семьи гугенотов и потомком мелкопоместной дворянской семьи по материнской линии. Он и его сыновья Виктор Мари Дюпон и Элетер Ирене Дюпон эмигрировали из Франции в 1800 году в Соединённые Штаты и впоследствии основали компанию EI du Pont de Nemours and Company, первоначально специализировавшуюся на производстве пороха.
В 1802 году Элетер Ирене Дюпон основал пороховую мельницу на берегу реки Брендивайн недалеко от Уилмингтона, штат Делавэр. Место (прозванное Элетерскими мельницами) обеспечивало всё необходимое для работы мельницы: поток воды, достаточный для её питания, доступная древесина (в основном ива), которую можно было превратить в древесный уголь, достаточно мелкий, чтобы использовать его для пороха, а также непосредственная близость к реке Делавэр, по которой перевозились сера, селитра и других ингредиенты, используемые при производстве пороха. Также поблизости находились каменоломни, где можно было найти необходимые строительные материалы.
Со временем компания Du Pont превратилась в крупнейшую в мире фирму по производству чёрного пороха. Семья сохраняла контроль над компанией до 1960-х годов и семейным трастам по-прежнему принадлежит значительная часть акций компании. В этой и других компаниях, управляемых семьёй Дюпонов, на пике занятости работало до 10 процентов граждан Делавэра. В течение XIX века семья Дюпонов поддерживала своё влияние за счёт браков по расчёту между кузенами, что в то время было нормой для многих семей.
Семья играла большую роль в американской политике XVIII―XIX веков и участвовала в переговорах по Парижскому договору и покупке Луизианы. Т. Коулман и Генри А. Дюпон были сенаторами США, а Пьер С. Дюпон IV был губернатором Делавэра.
Семья также играла важную роль в сохранении исторического наследия и землеустройства, в том числе помогала основать Национальный фонд сохранения исторического наследия, сохранив дом президента Джеймса Мэдисона в Монпелье, и открыла многочисленные музеи, такие как Винтертур и Музей естественной истории Делавэра.